# Барима-Вайні
Барима-Вайні (англ. Barima-Waini) — регіон в Гаяні, який розташовується на північному заході країни. Адміністративний центр — місто Мабарума.
На півночі Барима-Вайні межує з Атлантичним океаном, на сході з регіоном Померун-Супенаам, на півдні з регіоном Куюні-Мазаруні, а на заході з Венесуелою.

## Економіка
Основними видами діяльності в регіоні є лісове господарство і видобуток золота. Північні і північно-східні секції включають в себе тисячі гектарів багатих алювіальних ґрунтів, на якій вирощують такі культури, як кава, маніок, ямс, капуста, квасоля, кукурудза, арахіс і цитрусові.

## Населення
Уряд Гаяни проводив три офіційних переписи, починаючи з адміністративних реформ 1980: в 1980, 1991 і 2002 роках. У 2002 році населення регіону досягло 24 275 осіб. Офіційні дані переписів населення в регіоні Барима-Вайні:
- 2012: 26941 чоловік
- 2002: 24275 чоловік
- 1991: 18428 чоловік
- 1980: 18329 чоловік